# Kosmos 2258
Kosmos 2258, ruski izviđački satelit iz programa Kosmos. Bio je vojni satelit za praćenje flote. Vrste je US-PU. Lansiran je 7. srpnja 1993. godine u 07:15 s kozmodroma Bajkonura (Tjuratam) u Kazahstanu. Lansiran je u nisku orbitu oko Zemlje raketom nosačem Ciklon-2 11K69. Orbita mu je 403 km u perigeju i 417 km u apogeju. Orbitna inklinacija je 65°. COSPARova oznaka je 1993-044-A. Zemlju obilazi u 92,7 minuta. Pri lansiranju bio je mase 3150 kg. 
Misija mu je prestala 8. lipnja 1995. kad je ušao u atmosferu.

## Vanjske poveznice
- N2YO.com Search Satellite Database
- Celes Trak SATCAT Format Documentation (engl.)
- Planet4589.org Tablični prikaz podataka o satelitima